# RAF Carew Cheriton

i7
i11
i13
Die Royal Air Force Station Carew Cheriton, kurz RAF Carew Cheriton, war ein Militärflugplatz im Westen der walisischen Grafschaft Pembrokeshire zwischen Tenby und Pembroke Dock. Das Gelände wurde während des Ersten Weltkriegs zunächst durch den Royal Naval Air Service und ab April 1918 durch die neu aufgestellte Royal Air Force betrieben und diente letzterer erneut während des Zweiten Weltkriegs. Teile des Areals inklusive des früheren Towers blieben erhalten, letzterer beherbergt heute ein kleines Museum.

## Geschichte
Der Flugplatz wurde 1915 als Royal Naval Air Station Pembroke, kurz RNAS Pembroke, gegründet und wurde zunächst Stützpunkt von Submarine/Sea Scout Zero- und Coastal Class-Luftschiff-Luftschiffen, die der Beobachtung der Küsten und der Irischen See dienten. Eine 100 m lange Halle diente zur Unterbringung der Blimps. Ab April 1917 kamen auch Doppeldecker-Flugzeuge der Typen Sopwith 1½ Strutter und Airco D.H.6 hinzu. Mit Gründung der RAF kam der Flugplatz unter die Kontrolle letzterer, die ihn als RAF Pembroke bezeichnete. Die Station wurde 1920 geschlossen, das Land 1923 verkauft und der Hangar abgebaut.
Im Jahre 1938 begann der Bau eines neuen Militärflugplatzes auf dem Gelände des früheren Luftschiffhafens und wurde 1939 als RAF Carew Cheriton, eröffnet. (RAF Pembroke war inzwischen die Flugbootbasis in Pembroke Dock.). Erster Nutzer war ein Schwarm Hawker Henley der 1. Anti Aircraft Co-operation Unit (AACU). Der letzte Nutzer war 1945 ein Schwarm der 587. Squadron, die ebenfalls die Henley flog. In den dazwischen liegenden Kriegsjahren war die Station Heimat einer Reihe verschiedener Einheiten mit den verschiedensten Luftfahrzeugen. Hierzu gehörten Jäger des Typs Hurricane sowie verschiedene zweimotorige Bombertypen.

## Heutige Nutzung
Das Gelände dient heute dem Museum im Towergebäude als Gewerbegebiet und Veranstaltungsgelände.